# Wiener Stadtadler
Der Skisprungclub Wiener Stadtadler ist ein österreichischer Sportverein. Es handelt sich um den einzigen aktiven Skisprungclub in Wien, Niederösterreich und dem Burgenland.

## Gründung
Nach der Idee von ÖSV-Sportdirektor Toni Innauer, das athletische Talentepotenzial im Osten Österreichs auszuschöpfen, gründete Olympia-Medaillengewinner Christian Moser 2005 den Verein "Skisprungclub Wiener Stadtadler", um Skispringen als Sportart in der österreichischen Bundeshauptstadt zu ermöglichen. Innerhalb weniger Jahre entstand ein Team von etwa 30 bis 40 Nachwuchsathleten aus Wien, Niederösterreich und dem Burgenland. Mittlerweile zählt der Verein etwa 130 Mitglieder.
Seit vielen Jahren kämpft der Verein um eine Skisprungschanze in Wien oder dem Wiener Umland, um das regelmäßige Training für Kinder und Jugendliche so zu intensivieren, dass das Vereinsziel – einen Skispringer oder eine Skispringerin aus dem Osten Österreichs im Weltcupteam des ÖSV zu etablieren – umsetzen zu können.

## Training
Nachdem weder Wien noch Niederösterreich intakte Skisprungschanzen haben, organisiert der Verein jedes Wochenende gemeinsame Fahrten zu den nächstgelegenen Trainingsmöglichkeiten, häufig zur Ganzsteinschanze in Mürzzuschlag in der Steiermark. Die Konditionstrainings finden wochentags in Wien statt. Darüber hinaus gibt es regelmäßig zwei- oder in schulfreien Zeiten auch mehrtägige Trainingscamps in Eisenerz, Höhnhart, Villach oder Planica. Mehrere Athletinnen und Athleten der Wiener Stadtadler wurden auch in die Schigymnasien Stams, Saalfelden oder Eisenerz aufgenommen und trainieren dort.

## Erfolge
- 2021: Fabian Plank, Österreichischer Meister in der Klasse Schüler I[8]
- 2021: Meghann Wadsak & Sara Pokorny, Österreichische Team-Meisterinnen der Schülerinnen[9]
- 2020: Louis Obersteiner, Österreichischer Meister in der Klasse Jugend I[10]
- 2020: Louis Obersteiner, Gesamtsieger des Austria Cups Jugend I[11]
- 2020: Meghann Wadsak, Österreichische Vizemeisterin Schülerinnen[12]
- 2019: Sara Pokorny, Gesamtsiegerin der Internationalen Kindervierschanzentournee Mädchen II[13]
- 2019: Theo Danner, Gesamtsieger der Internationalen Kindervierschanzentournee K7[12]
- 2018: Meghann Wadsak, Gesamtsiegerin der Internationalen Kindervierschanzentournee Mädchen II[14]
- 2017: Christina Halla, Gesamtsiegerin der Internationalen Kindervierschanzentournee Mädchen II[15]
- 2016: Christina Halla, Gesamtsiegerin der Internationalen Kindervierschanzentournee Mädchen II[16]
- 2016: Benedikt Lechner, Gesamtsieger der Internationalen Kindervierschanzentournee K11[17]
- 2015: Christina Halla, Gesamtsiegerin der Internationalen Kindervierschanzentournee Mädchen I[18]
- 2013: Philipp Wadsak, Gesamtsieger der Internationalen Kindervierschanzentournee K10[19]
- 2013: Gesamtsieg in der Vereinswertung der Internationalen Kindervierschanzentournee[20]